# 게브하르두스 로타링기우스
게버하르트 2세(Gebhard II) 또는 게버하르트(Gebhard, 860년/868년/888년 - 910년 7월 10일)은 동프랑크 왕국의 귀족으로 로트링겐 공작을 역임했다. 랑가우의 오도의 아들로 랑가우 백작을 지낸 게버하르트의 손자가 된다. 유아왕 루트비히, 아르눌프의 외척이다. 콘라두스 1세에게도 삼촌이 된다.
유아왕 루트비히에 의해 로트링겐의 공작에 임명되어 903년부터 910년 사망때까지 대신 통치하였다.

## 생애
랑가우 백작 우도와 유디트의 아들로. 네우스트리아의 베렝가르의 조카이자 아르눌프의 정비 오타와는 사촌 남매간으로, 유아왕 루트비히에게는 외숙뻘이 된다.
그의 집안과 바벤베르크 가문 사이에 프랑코니아의 패권을 놓고 다투자 황제 아르눌프는 콙라디안 가문의 편을 들어주었다. 아르눌프는 892년 그의 형 콘라트 장로를 투링기아 백작으로 남동생 루돌푸스는 뷔르츠부르크 주교로 임명하여 가족에게 힘을 실어주었다.
900년 로타링기아의 왕 츠벤티볼트가 폭동으로 살해되자 로타링기아의 귀족들은 유아왕 루트비히를 왕으로 세웠다. 유아왕 루트비히는 903년 그를 로트링겐의 공작이자 총독으로 임명하여 로렌 지방을 다스리게 했다. 당시 그의 칭호는 dux regni quod a multis Hlotharii dicitur였다. 897년부터 906년까지 랑가우의 백작, 909년부터 910년까지는 워털루의 백작을 겸임했다. 한편 프랑켄 공작이자 후일 동프랑크의 왕이 되는 콘라두스 1세는 그의 형제인 튀링겐의 콘라트의 아들로, 그의 조카가 된다.
그는 일종의 주지사로서 그는 하인아우트의 레기나르R 백작과 동프랑크 왕국의 지도 아래 로타링기아 귀족과 그의 사촌 샤를 생플의 침략에 맞서 방어하는 한편, 로타링기아 귀족들과 유아왕 루트비히 사이에 연락을 주선하였다.
그는 나중에 돔베르그 (Domberg)에 있는 이전 교회 대신 897년 베츨라르에서 봉헌된 구원자 교회 (구세주의 교회)를 차지하였다.
그의 아내 힐다 혹은 이다와 함께 그는 두 자녀를 낳았습니다. 949년에 사망한 헤르만은 슈바벤 공작으로, 전임 공작 부르크하르트 2세의 미망인 과 결혼,다른 아들 오도는 914년무럽부터 워털루, 918년부터는 랑가우, 917년부터는 레인가우의 백작으로, 베르망두아의 카롤링거 백작 헤르베르투스 1세의 딸 쿠니군데와 혼인했다.
910년 6월 마자르족이 침략하자 교전, 그해 7월 10일 아우구스부르크 근처에서 전사했다.

## 같이 보기
- 게버하르트
- 랑가우의 오도
- 유아왕 루트비히